# Pogorzelica (Radowo Małe)
Pogorzelica (deutsch Margarethenhof) ist ein Dorf in der Woiwodschaft Westpommern in Polen. Es gehört zur Gmina Radowo Małe (Gemeinde Klein Raddow) im Powiat Łobeski (Labeser Kreis).

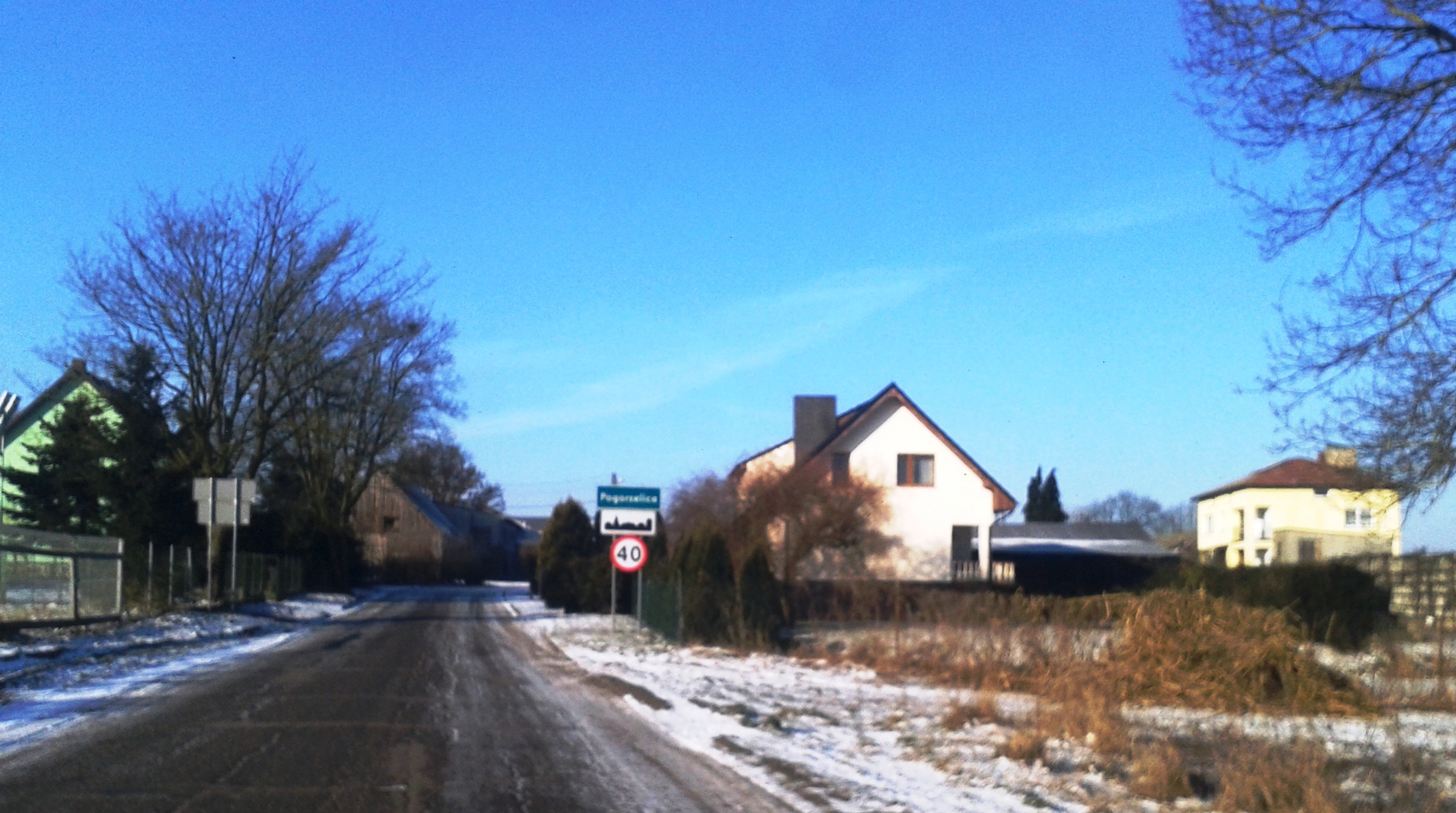
Ortseingang (2018)

## Geographische Lage
Das Dorf liegt in Hinterpommern, etwa 65 Kilometer nordöstlich von Stettin und etwa 14 Kilometer westlich der Kreisstadt Labes. 

## Geschichte
Im Jahre 1910 zählte die Landgemeinde Margarethenhof 45 Einwohner. 
Später, wohl in den 1920er Jahren, wurde Margarethenhof in das benachbarte Sallmow eingemeindet, mit dem es bis 1945 zum Kreis Regenwalde der preußischen Provinz Pommern gehörte.
Nach dem Zweiten Weltkrieg kam Margarethenhof, wie ganz Hinterpommern, an Polen. Die Bevölkerung wurde durch Polen ersetzt. Margarethenhof erhielt den polnischen Ortsnamen „Pogorzelica“. Heute liegt das Dorf in der polnischen Gmina Radowo Małe (Gemeinde Klein Raddow), in der es ein eigenes Schulzenamt bildet.